# 原國防部保密局臺北看守所
國防部保密局臺北看守所約於1948年設置，慣用名稱為「南所」、「城中看守所」，在現今的國防部後備指揮部忠愛營區內，負責羈押尚未判決的人犯，並作為拘禁、訊問的場所。初期隸屬國防部保密局，1955年因保密局組織改制，而改隸國防部情報局，並於1968年撤離現址。臺北看守所除空間極度擁擠外，也以使用酷刑、羅織罪狀而聞名，曾關押過朱諶之、馮守娥、郭廷亮等人。

## 歷史
1931年，蔣介石召集軍界人士及黃埔學生組成特務組織「復興社」；1932年3月，復興社正式成立，並由戴笠擔任「特務處」處長。該年9月，蔣介石為避免中組部調查科及復興社相互競爭，故成立國民政府「軍事委員會調查統計局」，特務處劃歸該局管轄，改稱「調查統計局第二處」，負責情報與訓練。1938年8月，調查統查局改組，第一處擴編為國民黨「中央執行委員會調查統計局」，簡稱中統，第二處仍為軍委會調查統計局，簡稱為軍統。:451946年8月，軍事委員會改制為國防部，軍統局也因各黨派及輿論要求撤銷特務統治，而改組縮編成為國防部情報廳保密局。
1949年政府遷臺，軍統主要機構也隨之撤至臺灣，9月，國防部保密局於臺北市士林鎮芝山岩設立局本部，持續執行對中共情報戰、保密防諜及鞏固領導中心等工作，並設有游擊、行動、情報、心戰、電訊及附屬單位，內外勤編制共3,316人。保密局為威權統治時期重要情治機關，保密局早期主導偵破1950年代的中共臺灣省工作委員會案、臺北市工作委員會案、鹿窟基地案與孫立人等重大政治案件。1955年3月，國家安全局正式成立，重新劃分各情治機構的工作，國防部保密局改組為國防部情報局，專責執行戰略預警情報搜集、研整之任務，保防偵查等業務則撥歸司法行政部調查局。:50、55
臺北看守所約於1948年設置，當時位於臺北市延平南路133巷2號，房舍是借用臺灣省警備司令部所接收的監獄，該地在日治時期原是臺灣軍司令部所屬的「臺北衛戍監獄」舊址，政治受難者慣稱此地為「南所」、「城中看守所」。臺北看守所負責羈押未決犯，並作為拘禁、訊問之用，情治機關為取得當事人自白，在此處曾進行疲勞訊問、毆打、指甲插針等酷刑，並斷絕當事人與外界聯繫。如曾任保密局偵防組長的谷正文，曾以黃天為例說明他被審訊時的慘狀。1950年代前期開始也作為關押政治犯的監獄功能。1955年因保密局組織改制，而改隸國防部情報局。1960年代，隨者臺灣警備總司令部保安處西寧南路用地標售，保安處準備遷回警備總部博愛路營區，國防部遂於1967年下令情報局遷讓此處建物，並於1968年正式撤離。原建物現已拆除，原址現為國防部後備指揮部忠愛營區。

## 建築空間
根據情報局檔案登錄，臺北看守所在1962年時有房舍283坪，內含監房120坪、法庭30坪（含偵詢室2小間），其餘的133坪為辦公室、官兵寢室、廚房、飯廳、會客室等。臺北看守所為地上兩層、地下一層的鋼筋水泥樓房，約有20間押房。押房區空間分布為中央走道、兩側是一間間狹長型押房。每間押房正面的虎頭門、地板與天花板為木頭製成，三面牆壁則為水泥牆，後方牆上有鐵欄杆窗口。虎頭門僅1.5公尺高，人犯出入需低頭，門下方有送飯菜的小洞，門旁牆上則有監視人犯的小洞，天花板中央裝有一盞小電燈。
每間押房約需容納20-30名人犯，但每房空間僅有3.7至7.4平方公尺（約1坪至2坪多），致使空間極為擁擠與悶熱，人犯需輪流站或臥，汗水與糞便等氣味影響囚犯精神狀況。且看守所提供的食物多為稀飯，配上少量花生米，有時則提供饅頭、豆漿，配菜僅冬瓜湯或空心菜，所以人犯多營養不佳。